# Estádio Municipal Alexandre Augusto Camacho
O Estádio Municipal Alexandre Augusto Camacho é um estádio brasileiro de futebol, localizado na cidade de Mogi Guaçu, no estado de São Paulo.
Tem capacidade para 5 mil pessoas e serve de casa para o Clube Atlético Guaçuano e para o Independente Futebol Clube (Mogi Guaçu)

## História
Em 30 de agosto de 1951, a Praça de Esportes de Mogi Guaçu passou a ser denominada Estádio Municipal Alexandre Augusto Camacho em homenagem ao responsável pela fundação do espaço.